# Sabrinina děsivá dobrodružství
Sabrinina děsivá dobrodružství (v anglickém originále Chilling Adventures of Sabrina) je americký hororový televizní seriál, jehož tvůrcem je Roberto Aguirre-Sacasa, který seriál vytvořil pro Netflix. Seriál je inspirovaný stejnojmenným komiksem a produkují ho společnosti Warner Bros. Television a Berlanti Productions. Hlavní role hrají Kiernan Shipka, Ross Lynch, Lucy Davis, Chance Perdomo, Michelle Gomez, Jaz Sinclair, Tati Gabrielle, Adeline Rudolph, Richard Coyle a Miranda Otto.
Původně byl seriál vyvíjen v září 2017 pro stanici The CW, ale v prosinci 2017 byl seriál přesunut na Netflix a byly mu objednány dvě řady. První řada obsahuje jedenáct dílů a byla zveřejněna dne 26. října 2018. Druhá řada byla zveřejněna 5. dubna 2019. Dne 18. prosince 2018 bylo oznámeno, že seriál získá třetí a čtvrtou řadu.

## Obsazení

### Hlavní role
- Kiernan Shipka jako Sabrina Spellman[3]
- Ross Lynch jako Harvey Kinkle[4]
- Lucy Davis jako Hilda Spellman, Sabrinina teta[5]
- Chance Perdomo jako Ambrose Spellman, Sabrinin bratranec
- Michelle Gomez jako Mary Wardwell[6]
- Jaz Sinclair jako Rosalind „Roz“ Walker
- Tati Gabrielle jako Prudence Night[7]
- Adeline Rudolph jako Agatha
- Richard Coyle jako otec Faustus Blackwood
- Miranda Otto jako Zelda Spellman, Sabrinina teta
- Lachlan Watson jako Susie Putnam
- Gavin Leatherwood jako Nicholas Scratch

### Vedlejší role
- Abigail Cowen jako Dorcas
- Bronson Pinchot jako George Hawthorne
- Sarah-Jane Redmond jako paní Kemper
- Peter Bundic jako Carl Tapper
- Annette Reilly jako Diana Spellman
- Ty Wood jako Billy Marlin
- Adrian Hough jako farmář Putnam
- Justin Dobies jako Tommy Kinkle
- Darren Mann jako Luke Chalfant
- Chris Rosamond jako pan Kinkle
- Alvina August jako Lady Constance Blackwood
- Anastasia Bandey jako Dorothea
- Sam Corlett jako princ Caliban ("prince of hell")

## Vysílání
| Řada | Díly    | Premiéra na Netflixu                       |
| ---- | ------- | ------------------------------------------ |
| 1    | 10 (+1) | 26. října 2018 14. prosince 2018 (speciál) |
| 2    | 9       | 5. dubna 2019                              |
| 3    | 8       | 24. ledna 2020                             |
| 4    | 8       | 31. prosince 2020                          |

## Soudní pře
V listopadu 2018 aktivisté ze Satanic Temple (Satanský chrám) zažalovali producenty seriálu za použití sochy Baphometa, která, jak tvrdili, byla přesnou kopií jejich vlastní sochy a znevažovala jejich Chrám nepřesným a hanlivým způsobem. 21. listopadu 2018 bylo potvrzeno, že se spolu Netflix a Satanic Temple smírně vyrovnali, podmínky smlouvy však zůstaly nezveřejněny.